# VOXXX
『VOXXX』（ヴォックス）は、日本の音楽ユニットである電気グルーヴの9枚目のオリジナル・アルバム。
2000年1月29日にキューンレコードからLPとしてリリースされ、同年2月2日にCDとしてリリースされた。前作『A』（1997年）からおよそ3年振りにリリースされた作品であり、作詞および作曲は石野卓球、ピエール瀧、DJ TASAKA、田中フミヤが担当、プロデュースは石野による単独名義となっている。
本作制作中にメンバーの砂原良徳が脱退し、その後仕切り直しが行われた上で石野および瀧によって制作が進められた。石野のヨーロッパ・ツアーの合間を縫うようにしてレコーディングが進められ、サポートメンバーとしてDJ TASAKAやKAGAMIが参加している。砂原の脱退を受けて音楽性が極端に偏ることを忌避した結果、ダンス・ミュージックでもポップスでもない独自の音楽性を目指した楽曲が収録されている。
本作からは先行シングルとして「FLASHBACK DISCO」および音楽専門チャンネル『スペースシャワーTV』の10周年記念イメージソングとして使用された「Nothing's Gonna Change」がシングルカットされた。本作はオリコンアルバムチャートにおいて最高位第5位となった。

## 背景
リミックス・アルバム『recycled A』（1998年）リリース後、同年3月13日に石野卓球が立ち上げた自主レーベルである「LOOPA Recordings」の始動第一弾シングル「LOOPA 000」がリリースされ、3月31日には砂原良徳のソロとしてのアナログ・シングル「TOKYO UNDERGROUND AIRPORT」が限定2000枚でリリースされた。4月1日に石野の2枚目のソロ・アルバム『BERLIN TRAX』がリリースされ、同作は6月にベルギー、7月にドイツにおいてもリリースされた。4月25日にはピエール瀧が西麻布イエローにて行われたイベントライブ「大映博覧會」にプリンス・トンガとして出演。また同日には新宿リキッドルームにて行われたシークレット・ライブ「TECHNO FEST」に出演、同ライブはソニー主催による日独DJサミットパーティーであり、メイデイのライブ・セットを前披露した。瀧は上半身裸のケンタウロスの衣装を着用しており、また後に脱退する砂原にとっては在籍時における国内最後のステージとなった。4月30日にはドイツのドルトムントに位置する屋内スタジアム「ヴェストファーレンハレ」にて行われた巨大レイヴイベント「MAYDAY -SAVE THE ROBOTS」にメンバーは出演、3万人の聴衆を前に瀧はケンタウロス姿でハンドドリルを持って登場、この模様は翌日の地元紙において一面にて報道された。5月2日にはスイスのチューリッヒにて行われたレイヴパーティー「GOLIATH II」に出演、会場が郊外にあったためメンバーはリヤカーを車で牽引して機材を運搬することになった。5月20日から24日に掛けて、石野は「MEMBERS OF MAYDAY」に出演するためベルギーに滞在。5月21日には砂原の2枚目のソロ・アルバム『TAKE OFF AND LANDING』がリリース、同作は9月にドイツにおいてもリリースされた。
6月18日から7月25日に掛けて、石野はヨーロッパにおいて『BERLIN TRAX』の欧州盤リリースのプロモーションを兼ねた6か国を巡る大規模なDJツアーを実施、ドイツで行われたラブパレードにおいて石野はファイナル・ギャザリングに出演、100万人の聴衆を前に「虹」および「あすなろサンシャイン」を披露した。8月8日には瀧が出演した映画『SF サムライ・フィクション』（1998年）が公開され、素浪人の役で出演するも布袋寅泰演じる風祭に斬られてすぐに死亡する役目であった。9月2日にはロンドンのアストリア・シアターにおけるイベントライブ「J-BEATS '98」に参加、当日よりより電気グルーヴのヨーロッパ・ツアーが開始された。同日にはフジテレビ系音楽番組『BEAT UK』（1990年 - 2002年）の収録が行われ、当日のゲストとして電気グルーヴの他にSuper Junky Monkey、屋敷豪太、DJ KRUSHが出演した。9月5日にはドイツのコロンビアホールにおけるイベントライブ「FUTURE COWBOY」が開催され、ウエストバム、Woody、ハーディー・ハード等と共に石野が参加した。10月2日から11月10日に掛けて石野は『BERLIN TRAX』のプロモーション・ツアー第2弾となるヨーロッパDJツアーを実施、また10月22日から11月2日に掛けて砂原は初の大規模なヨーロッパDJツアーを実施した。10月31日にはベルギーのスポーツパレスにおけるイベントライブ「PlayStation Power Night」が開催され、ヨーロッパツアー中であった石野および砂原に加え、日本から瀧も参加しメンバーが全員集合することになった。11月11日には砂原の3枚目のソロ・アルバム『THE SOUND OF 70's』およびマキシシングル「708090」がリリースされる。12月10日には石野の12インチシングル「Montag E.P.」、12月16日にはウエストバムとのユニットであるTakBamでのシングル「New Wave EP -Galactik Pizza Delivery Vol.2」がリリースされた。12月17日から29日に掛けて石野は日本国内においてコンサートツアー「LOOPA JAPAN TOUR」を実施、しかし金沢市での公演の後40度の高熱を出し3日間ホテルで寝込んだために大阪公演が中止となった。12月18日には石野はDJ-MIXアルバム『DJF400』をリリースした。
1999年1月16日にはTakBamによるエレクトロトラック・シリーズ第2弾となる12インチシングル「ELEKTRONISCHE TANZMUSIK -GALACTIK PIZZA DELIVERY VOL.2」がリリースされた。1月27日にはフランスのパームビーチにて、毎年カンヌで行われるダンス・ミュージックのコンベンション「MIDEM」のパーティイベント「PALM BEACH BEATS IV」に参加、同公演において瀧は頭にやかんを被り石野は石斧を持って登場、新作アルバム用にレコーディングされた楽曲などを披露したがこれが砂原在籍時における最後のライブとなった。2月28日には石野の3枚目のソロ・アルバム『throbbing disco cat』のアナログ盤が先行リリース、3月20日には同作のCD盤がリリースされ、同作は同年10月にドイツおよびイギリスにおいてもリリースされた。4月2日に砂原は電気グルーヴからの脱退を表明、公式サイトからこの件について「今回の砂原良徳の脱退に関しては、音楽的な問題というよりはバンドを進める上での方向性全体の違いというのが最大の理由です。メンバー3人で何度も検討し、相互で納得したかたちで出した結論なので、どうかご理解下さい」とコメントが出された。5月25日に瀧はフジテレビ系バラエティ番組『森田一義アワー 笑っていいとも!』（1982年 - 2014年）のトークコーナーである「テレフォンショッキング」に出演、タレントの乾貴美子からの紹介で出演し翌日のゲストとして歌手の篠原ともえを紹介した。6月2日には石野のソロ・シングル「anna -letmein letmeout-」がリリース、7月1日には10枚目のシングル「FLASHBACK DISCO」およびコンピレーション・アルバム『WIRE 99 COMPILATION』がリリースされ電気グルーヴの楽曲として「NIJI (RMX for WIRE 99)」が収録された。
7月3日には石野が主催となった国内最大の屋内レイヴイベント「WIRE 99」が横浜アリーナにて開催され、出演者として電気グルーヴの他にウエストバム、デリック・メイ、DMXクルー、マイク・ヴァン・ダイク、テクネイジア、トビーネイション、田中フミヤの他に石野がソロとして参加した。また同日には電気グルーヴのサポートとしてDJ TASAKA、エンジニアとして渡部高士、ゲスト・ボーカルとして五島良子が参加しており、瀧のスペース・インベーダーの衣装が初めて披露された。7月10日にはラブパレード開催中のベルリン最大のレイヴパーティーとなるARENAの「Love Nation」に参加、瀧はスペース・インベーダーの衣装で登場したものの構造上耳を塞いでしまうため音が全く聞こえない状態になる欠陥品であった。7月31日にはドイツのフランクフルト郊外にある旧ミサイル格納庫にて開催されたレイヴパーティー「Nature One」に参加。8月7日にはオランダのアムステルダム近郊のスキー場にて行われた野外レイヴイベント「ダンスバレー」に参加。8月21日には札幌市にて行われたイベントライブ「ライジング・サン・ロックフェスティバル」にトップバッターで出演したものの、低音が出ずにCDラジカセ並の音圧でプレイすることになった。11月30日にはTBS系音楽番組『うたばん』（1996年 - 2010年）の収録が行われ、司会のお笑いタレントである石橋貴明に気に入られた瀧はその後フジテレビ系バラエティ番組『とんねるずのみなさんのおかげでした』（1997年 - 2018年）の1コーナーである「食わず嫌い王決定戦」に出演することになった。12月1日には11枚目のシングル「Nothing's Gonna Change」がリリースされた。12月12日にはスペースシャワーTVの音楽番組『SPACE SHOWER MUSIC AWARDS』（1996年 - 2022年）に出演、シングル「FLASHBACK DISCO」のミュージック・ビデオが「Music Video Award」の美術賞を獲得、12月16日にはZepp Tokyoにて開催されたスペースシャワーTV開局10周年を記念したスペシャル・ライブ「2001-a space shower odyssey」にコーネリアスと共に参加、リリース前であった本作の収録曲を数曲披露しメンバーはオーバーオールにフジテレビ系子供向け番組『ママとあそぼう!ピンポンパン』（1966年 - 1982年）にて出演者が着用していた帽子と同様の物を被って登場した。

## 録音、制作
本作のレコーディングは1998年12月9日から開始された。その後1999年4月2日に発表された砂原の脱退を受けて一時頓挫したものの、5月7日に仕切り直しの形でレコーディングが再開された。さらにその後ライブ活動などによって頓挫したものの、9月1日にコンサートツアーの合間を縫う形でベルリンにて再度レコーディングが再開された。11月11日にはアルバムが完成しマスタリングが行われた。砂原在籍時からレコーディングは進められており、当初は方向性も定まらないまま7～8曲程度断片的に制作していたが、良質な楽曲になる確信が得られなかったため一度白紙に戻したと石野は述べている。1999年の夏季までは楽曲のための素材制作を行っており、秋季に様々な素材を組み合わせて1つの楽曲にする作業が開始された。基本的なレコーディングは石野が所有するプライベートスタジオであるmontag studioにて行われているが、シングルカットされた「FLASHBACK DISCO」および「Nothing's Gonna Change」の2曲はソニー・ミュージック信濃町スタジオにてミキシングが行われ、石野のソロ・アルバム『BERLIN TRAX』の制作で使用されたベルリンのフィールクラングにおいても1か月程度、さらに最後の編集作業などでホワイトベーススタジオが使用された。
石野は過去作の制作方法を「街に一軒一軒家を建てる」と例えた上で、1曲ごとに制作した楽曲を最終的に配列するものであったと述べ、本作においては「瀧が資材屋さんみたいなもので、材木やコンクリを運んできて街に置いていく。で、オレがそれを組み立てる大工さんみたいなもので、町のあちこちに柱を立てたり、壁だけ作ったりする作業があって、柱と柱を入れ替えてとかって感じだったんですね。その資材というのは、瀧の声だったりとか、瀧の歌詞というか言葉のアイディアだったりとか」と述べている。また前作『A』まではバック・トラックは単独でレコーディングが進行され、ある程度形になったところで瀧が歌詞を制作するという流れであったが、本作における制作状況は「例えて言うと、壁があったらオレがふらっとやって来て、丸い窓かなんかドサッと置く。で、この丸い窓がはまる家にするにはどうしたらいいかを石野が考える。そんな作り方だったんです。0.5と0.5のものを合わせて1つの曲にして配置していくんじゃなくて、もっと全部を有機的に1個1個積み上げていくような感じですね」と瀧は述べている。石野はスタジオに入り8小節程度のループを延々と聞きながら、瀧の気分が乗ってきたところでボーカルや声を入れて良さそうであればテープを回すという作業の後、さらに大量に録音されたテープを編集する形で制作が行われた。「インベーダーのテーマ」においては当初はビートのループに合わせて瀧が1時間程度喋っているだけのセッション・テープが存在すると石野は述べた上で、「だから動物カメラマンに近い感じですよ。ずっとカメラを構えていて、いい瞬間が来るまでシャッターを押さずに待っているみたいな（笑）。スタジオ内でいいムードやいい瞬間が生まれるというのはそうあるものでもないし、それをあえて作ろうと思ってもダメなときはダメだし。そういうものが出てくるムードに持っていくまでがやっぱり大変で、そのためにずっとループを聴いて、それに飽きてくるとレコードをミックスして脱線してまた戻ってきたりとかね」と述べている。
ボーカルについては録音の段階で変化を加えており、瀧のマイクにはDIGITECHのVocalistが接続されている他に瀧が思いつきで変えたプログラムでそのまま録音することもあったという。これについて石野は「おかげで声にバリエーションも付いたし、考えてもできないようなエフェクトができたりもしましたね」と述べている。本作のレコーディングではメインとしてエレクトロニック・ミュージック・スタジオのヴォコーダー2000を声だけでなくリズムにも使用しており、また頻度は少ないもののSEEKERSのVoicespectraを使用したと石野は述べている。全編において石野と瀧のボーカルが素の状態で入っている状態は「ダサい」と感じていた石野は「声の匿名性」を強く意識しており、様々なエフェクトを掛けることで多面性が生まれると自論を述べている。

## 音楽性と歌詞、使用機材
砂原が脱退したにも拘わらず幅広い音楽性の楽曲が収録されていることをインタビュアーから問われた石野は、「別にまりんがいたころでも、バリエーションを持たせていたのは彼だけではなかったですから」と述べた上で、石野はソロ活動においてはアルバム収録曲のすべてに同一の方向性を持たせていたこともあり、前作『A』以降は石野のソロ楽曲の印象が強くなった結果固定化された音楽性のイメージがついたのではないかと述べている。その上でソロ作品と電気グルーヴでは考え方が全く異なり、全曲が同一の方向性である必要性は電気グルーヴにおいては全く必要ないと石野は述べている。過去作のレコーディングにおいてはある程度楽曲が完成した時点で瀧が呼ばれ、楽曲の箇所を指定した上で瀧に歌わせる状態で制作が行われていたが、本作では何も決定していない中で瀧が発した言葉を基に楽曲制作が行われたことが大きな相違点であると石野は述べており、その理由として時間制限のないプライベートスタジオを使用したことが大きいと瀧は述べ、その場の思い付きですぐに録音できる環境になっていたことが重要であるとも述べている。石野および瀧は1980年代のダンス・ミュージックが自身のルーツであることが影響し、スタジオ内で制作作業が行き詰まった際に聴くレコードがデペッシュ・モードなどであったこともあり、当時の音源を最新のテクノ・サウンドに慣れた耳で改めて聴いてみることでサウンド・プロダクツのクオリティの高さに気付くことがあると石野は述べ、「例えばボトムの部分をとっても、今と通ずるところが非常に多いなと。例えば5年くらい前だと1980年代のリズム・マシンのフィルを出すことなんかすごいカッコ悪いことだったんだけど、今だとむしろそれが新鮮に聴こえて」と述べている。
インタビュアーから歌詞にコミカルな要素が増えたことで電気グルーヴの初期の作品を彷彿させると問われた石野は、数年前までは他人と同じクオリティに近付けることを強く意識していたものの、ヨーロッパ・ツアーにおける体験などから他人と異なる部分を伸ばした方がいいという考え方に変化したと述べており、クオリティに関しては一定程度クリアしているために本作のタイトルが示す通りに声や言葉を前面に出していくことが必要であると判断したとも述べている。電気グルーヴが2人組になったことでダンス・ミュージックになることや、ポップなグループになるのも違和感があったことからどちらでもない部分を掘り下げたと石野は述べている。本作は元から声をテーマにしていた訳ではなかったが、レコーディング当初からMacのスピーチマネージャーやカテナのドキュメントトーカの他に日本語の歌唱が可能なヤマハ・MU128R、PLG100-SGなどのヴォコーダーや音声合成ソフトなどを集めていたと石野は述べている。本作は海外においてもリリースされることが決定していたが、英語を使用することで電気グルーヴが所有する言語感覚が失われてしまうことから日本語の使用が決定され、また日本語を理解できない人に向けてサウンドとして聴かせることも検討したと石野は述べている。
本作のレコーディングにおいてはリンドラムやヤマハ・RX5、アレシス・SR-16などのデジタル・リズム・マシンの使用頻度が増加していると石野は述べており、以前はサンプラーを使用して自分なりのドラム・キットを制作することに注力していたが、音圧が不足することからヤマハ・RX5を使用したところ満足のいく音圧を得られたところから、時間の削減も兼ねてリズム・マシンを同期させて本体で音を出すようになったとも述べている。また石野はサンプリングによる音源は音圧が低くなるという感覚を覚えており、本作においてはAkai S3200やAkai S6000を使用したものの主にボーカル録音に使用したためサンプラーの使用頻度は減少していると述べている。シンセサイザーについてはクラビア・Nord Leadやローランド・Jupiter-6、ローランド・Juno-106などをほぼすべての楽曲で使用しており、またエンジニアの渡部高士がNord Modularを持参していたために音作りを依頼したこと、それ以外にもヤマハ・FS1RやウォルドルフのPulseなども使用したと述べている。

## 楽曲
1. 「地獄へ堕ちろ電気グルーヴ」 - denki groove jigoku
PlayStation用ソフト『グルーヴ地獄V』（1998年）のミュージックエディタを使用して制作した音源をMDに録音して編集したものと、ドキュメントトーカを使用した声のトラックとで構成されており、声にはVintage Power Pakのプラグインを掛けている[9]。曲の最後に次の曲のタイトルコールが入るが、LPの2曲目は「フラッシュバックディスコ」、CDは「愛のクライネメロディー」と構成が異なるため、セリフが異なっている。
2. 「愛のクライネメロディー」 - eine kleine melodie
メインで使用したシンセサイザーはNord Modularであり、それ以外にNord Lead（英語版）およびローランド・Jupiter-6、ローランド・Juno-106、Pulseが使用されている[9]。またスタジオに遊びに来ていた歌手の篠原ともえの声もサンプリングして使用している[9]。本曲はほぼすべてMIDIで制作が行われたが、Cubase VSTでオーディオ化した後にベルリンにおいてアナログMTRに録音し、その後もとに戻した上でドラムスを差し替えることやメロディの追加などもあり大変であったとエンジニアの渡部は述べている[9]。
3. 「ナッシングス ゴナ チェンジ」 - Nothing's Gonna Change
11枚目のシングルとしてリリースされた。詳細は「Nothing's Gonna Change」の項を参照。
4. 「フラッシュバック ディスコ」 - flashback disco
10枚目のシングルとしてリリースされた。詳細は「FLASHBACK DISCO」の項を参照。
5. 「浪曲インベダー」 - roukyoku inbeder
本曲は石野および、瀧、DJ TASAKAが浪曲のまねごとをして1時間程度遊んでいたものをDATに録音および編集しており、声に合わせてローランド・SH-2で低音を追加している[9]。
6. 「チキン・シー」 - chicken sea
田中フミヤがスタジオに持参したシーケンシャル・サーキットのDrumtraks（英語版）を使用して制作された[9]。歌詞は「チキン」「シー」「イチ」「ハチ」などハイハットの音に聞こえる言葉で構成されている[9]。本曲はすべてLogic Audioで録音された[9]。
7. 「密林の猛虎打線」 - the homerun tiger in a bush
石野がDJ TASAKAと共に制作した楽曲であり、TASAKAが持参した阪神タイガースのファンの野次が収録されたレコードの素材をサンプラーに取り込み、鍵盤上に並べて複数のループを組んだものをさらに組み合わせ、さらにTASAKAがスクラッチ（英語版）を入れた上で編集して完成した[9]。
8. 「インベーダーのテーマ」 - themes from the invader
MCを除く瀧による声はすべてVocalistに取り込んだものとなっている[9]。リズムはキックドラムがD4で残りは『BERLIN TRAX』のドラムキットをそのまま使用している[9]。シンセサイザーはNordLeadとローランド・Juno-106のみ使用しており、またアーケードゲーム『スペースインベーダー』（1978年）の音をYAMAHA SU700に取り込んだ上でループを組み、さらにそれを編集したため大変であったと石野は述べている[9]。本曲には随所で3枚目のアルバム『UFO』（1991年）収録曲である「B.B.E. (Bull Beam Express)」がサンプリングされている。ラジオパーソナリティーである山本シュウが冒頭の語り部分で参加しており、曲中に登場する「ハロにちは」は、英語の「Hello」と「こんにちは」の合成語である。また、同じく登場する「元祖スペースインベーダー焼き」はコンサートツアー「ツアーツアー」においてグッズとして実際に販売された。
9. 「スッペスッペインベインベ」 - suppe suppe inbe inbe
元々は瀧が適当に歌った内容を記録したDATがあったものの権利関係で使用できず、その内容を編集して全く異なる楽曲に仕上げたものが本曲となった[9]。リズムはリンドラムを使用しており、当初は3拍子であったものをCubase VSTで4拍子に作り替えている[9]。声は渡部が切り張りしている間にタイム・コンプレッションでかなり音が変化しており、またメインのシンセサイザーとしてスタインバーグのNeonを使用している[9]。
10. 「フラッシュバックJ-popカウントダウン」 - flashback J-pop countdown
本曲は石野による「日本のヒット・チャートの奇形性を日本語を話す人たちに伝えたい」という考えから制作された[9]。DJ KAGAMIが制作したジングルにヤマダケイコによるナレーションを乗せたものをCD-Rに入れ、パイオニアのCDJ-700Sのループ機能を使用して演奏したものをリンドラムで制作したトラックにリアルタイムで被せている[9]。LP収録バージョンはCD収録バージョンと比較してアウトロのリピートしている部分が長く、構成が若干異なっている。
11. 「エジソン電」 - edisonden
Recycle!で制作したブレイクビーツをリアルタイムでピッチを変更しながら流し、TASAKAがリアルタイムでスクラッチを入れてDATに録音している[9]。さらにその内容をCubase VSTのオーディオで取り込んだ上で歌を乗せており、歌は譜割りなどは全く決定せずにすべて八分音符で適当に歌唱したものを3～4テイク録音し、さらに編集を加えている[9]。ナレーションはドキュメントトーカを使用している[9]。「聴取者を不安にさせる恐れがある」という理由で、ラジオでのオンエアを断られた逸話を持つ楽曲である。韓国の楽曲「이별의 부산정거장」（1954年）および「가는 봄 오는 봄」（1959年）がサンプリングされている。
12. 「ジャンボタニシ」 - jumbo tanishi
本曲はベルリンでアナログMTRに入れた楽曲であり、「ダーダーダー」の部分はローランド・SH-2が使用されている[9]。ボーカルのエフェクトにはアンタレス・ATR-1が使用されており、演歌を想定してモジュレーションを動かしている[9]。
13. 「TKO テクノ クイーン」 - TKO tekno queen
石野は本曲について「すごい勢いでできた曲」と述べており、使用したシンセサイザーはNordLeadとローランド・Juno-106の他にベースとしてローランド・Jupiter-6、メインとなる「カカカッ・カカカッ」の音はNordModular、その他にもカシオトーンのドラムパッドを叩いたものが収録されている[9]。
14. 「TXL テクノ クイーン」 - TXL tekno queen
本曲は「TKO テクノ クイーン」と一つの楽曲として制作されており、キックドラムにはローランド・TR-909を使用している[9]。
15. 「レアクティオーン」 - reaktion
本曲は一度アナログMTRに取り込んだものを最後にリズムのみYAMAHA RX-5で入れ直しているが、これについて石野は大変であったと述べている[9]。楽器としてはローランド・SH-2をヴォコーダー2000に入れたものやヤマハ・FS1Rのパッドなどを使用している[9]。ブレイクビーツはたまたまサンプラーの中に入っていた8枚目のアルバム『A』（1997年）収録曲である「かっこいいジャンパー」と同一のものが使用されている[9]。ドイツ語部分はウェブページを使用して喋らせたものであり、ボーカルにはVintage Power Pakのフェイザー・プラグ・インを掛けている[9]。
16. 「ハロー! ミスターモンキーマジックオーケストラ」 - Hello!Mr.monkey magic orchestra
アラベスクの楽曲「ハロー・ミスター・モンキー（英語版）」（1977年）が全体的に、ゴダイゴの楽曲「モンキー・マジック」（1978年）が随所にサンプリングされている。また、この楽曲のタイトルは上記の曲名である「ハロー・ミスター・モンキー」、同じく「モンキー・マジック」、日本のテクノグループであるイエロー・マジック・オーケストラの名称を合成したものである。また日本における「ハロー・ミスター・モンキー」と「モンキー・マジック」の発売、イエロー・マジック・オーケストラの結成は全て1978年である。本曲ではアラベスクのディスコ・ループとカシオ・SK-1（ドイツ語版）のリズムを使用、フィルターはAkai S3200を使用している[9]。

## リリース、プロモーション、批評、チャート成績
| 専門評論家によるレビュー | 専門評論家によるレビュー |
| レビュー・スコア         | レビュー・スコア         |
| 出典                     | 評価                     |
| ------------------------ | ------------------------ |
| CDジャーナル             | 肯定的                   |

本作は2000年1月29日にキューンレコードから先行してLPレコードとしてリリースされ、同年2月2日にCDにてリリースされ、CDの初回限定盤は二面紙ジャケット仕様となっていた。本作からは1999年7月1日に先行シングルとして「FLASHBACK DISCO」、12月1日には音楽専門チャンネル『スペースシャワーTV』の10周年記念イメージソングとして使用された「Nothing's Gonna Change」がシングルカットされた。本作収録曲および過去作収録曲のリミックス・バージョンを収録したアナログ盤がリリースされており、2001年1月31日に『DRILL KING GOLDEN HITS vol.1』、2001年2月23日に『DRILL KING GOLDEN HITS vol.2』、2001年3月30日に『DRILL KING GOLDEN HITS vol.3』がそれぞれリリースされた。本作は過去最大級となるプロモーションが行われており、80を超える雑誌取材の他にテレビ出演の際はVOXXXスーツを着用するなどの展開が行われた。またプロモーションに関連して会った人物は、和田アキ子や少年隊、高橋幸宏、谷村新司、ラモス瑠偉など多岐に亘り、和田からは「あんたたちにマネージャーがついてるのは驚き」と呆れられ、瀧は谷村から好感を持たれ猥談で盛り上がったという。
音楽情報サイト『CDジャーナル』では本作を「気合い入りまくりで暴走随所のテクノ大作」と位置付けた上で、「笑えないほどの突き放しさえありありの冷凍美人妻解凍のスリルに似て甘美でもある」と肯定的に評価、また「ピエール瀧のコテコテはゲップ出しているくらいでは許しちゃくれない。勝負は果てしなく人間どちらが先にやめるかで決定か」と総括した。本作はオリコンアルバムチャートにおいて最高位第5位の登場週数6回となった。本作の売り上げ枚数は電気グルーヴのアルバム売上ランキングにおいて第5位となっている。本作は2021年および2022年に実施されたねとらぼ調査隊による電気グルーヴのアルバム人気ランキングにおいて共に第1位となった。

## アートワーク
本作は内容が荒唐無稽なものであることから、中和するために可愛らしいキャラクターを石野がスケッチしたものを田中秀幸が清書、さらにそれを石野の依頼によりアップリケにしたものがジャケットとして使用された。本作のジャケットには電気グルーヴの名前もアルバムタイトルも表記されていないが、石野はCDの帯に記載されるため問題視しておらずキャラクターだけを前面に出しており、「『A』の時のチューリップみたいなもんだよね」と述べている。内ジャケットは漫画家のタナカカツキに「タナカさんが考えるVOXXXくんをたくさん描いてください」と依頼、石野は荒唐無稽な内容を中和させる意図で依頼したもののこのキャラクターにより逆にアルバム全体の狂気が増加してしまったと述べている。本作に関連する写真はすべてヤマグチゲンが担当しており、VOXXXを使用したアイパッチやマントを着用した写真の他に石野および瀧の体にVOXXXくんをボディペインティングした写真などが使用されている。ビルの屋上で石野と瀧がポーズを取っている写真について石野は「本当に行って撮った。すげえ怖かったのを憶えてる。本来写ってたおれのタマキンは消してある」と述べている。
田中は石野からVOXXXくんというキャラクターの制作依頼を受け、最終的なデザインを意図的にしたくないという思惑から事務所のスタッフやタナカカツキなどでVOXXXくんをそれぞれが多数描く方式を選択した。その中の一つに対し石野が「これこそが『VOXXXくん』だ!」と気に入ったものがジャケットに採用され、内ジャケットにはタナカカツキが描いた100を超える作品の中から選ばれなかったものが記載されている。砂原はすでに脱退していたものの、デザインをキャラクターで絞り込む方法を肯定的に捉えるコメントを出した他、「それまでの決め事というか方程式みたいなものが生きていて、むしろ進化していると思いました。ロゴやマークではなくキャラクターが出てきたことは、なるほどと思って見てましたね」と述べている。

## ツアー
本作を受けたコンサートツアーは「ツアーツアー」と題し、2000年3月10日のZepp Tokyo公演を皮切りに、3月25日のZepp Osaka公演まで6都市全8公演が実施された。3月14日のZepp Tokyo公演後の打ち上げ会場において、石野およびDJ TASAKAが歌謡曲のヒットナンバーをプレイしたところ、激しい騒音のため警察官に注意される事態となった。3月16日の名古屋ダイアモンドホール公演では演出のためのスモークを焚き過ぎたため、2階に設置された防火シャッターが2度閉まるという事態になった。3月24日のZepp Osaka公演において「密林の猛虎打線」を演奏したものの、地元であるにも拘わらず反応が悪く、メンバーは士気が下がる結果となった。ツアー最終日となった3月25日のZepp Osaka公演では、前日の結果に対応するために急遽東京から読売ジャイアンツの応援グッズを調達したものの、メンバーの出で立ちに対して観客から怒涛のブーイングが起きたためにメンバーは慌てて阪神タイガースのファッションに着替えることとなった。3月30日には特別公演「ツアーツアースペシャル 〜絶叫!!糞尿ウォータースライダー40分待ち〜」が新宿LIQUIDROOMにて限定1000人の聴衆を迎えて行われ、当日は通常のセットリストに追加して「虹」および「テクトロポリス」を演奏、ゲストとしてロマンポルシェ。が参加した他にシークレットDJとして田中フミヤが参加した。

## 収録曲

### LP
| #         | タイトル                                               | 作詞                 | 作曲                 | 時間 |
| --------- | ------------------------------------------------------ | -------------------- | -------------------- | ---- |
| 1.        | 「地獄へ堕ちろ電気グルーヴ」(denki groove jigoku)      |                      | 石野卓球             | 1:18 |
| 2.        | 「フラッシュバック ディスコ」(flashback disco)         | 石野卓球、ピエール瀧 | 石野卓球、ピエール瀧 | 4:30 |
| 3.        | 「ナッシングス ゴナ チェンジ」(Nothing's Gonna Change) | 石野卓球             | 石野卓球             | 3:42 |
| 合計時間: | 合計時間:                                              | 合計時間:            | 合計時間:            | 9:30 |

| #         | タイトル                                        | 作詞                 | 作曲                 | 時間  |
| --------- | ----------------------------------------------- | -------------------- | -------------------- | ----- |
| 1.        | 「密林の猛虎打線」(the homerun tiger in a bush) |                      | 石野卓球、DJ TASAKA  | 4:30  |
| 2.        | 「ジャンボタニシ」(jumbo tanishi)               | 石野卓球、ピエール瀧 | 石野卓球、ピエール瀧 | 6:13  |
| 合計時間: | 合計時間:                                       | 合計時間:            | 合計時間:            | 10:43 |

| #         | タイトル                                                           | 作詞                            | 作曲                            | 時間  |
| --------- | ------------------------------------------------------------------ | ------------------------------- | ------------------------------- | ----- |
| 1.        | 「フラッシュバックJ-popカウントダウン」(flashback J-pop countdown) | 石野卓球                        | 石野卓球                        | 1:12  |
| 2.        | 「エジソン電」(edisonden)                                          | 石野卓球、ピエール瀧、DJ TASAKA | 石野卓球、ピエール瀧、DJ TASAKA | 7:05  |
| 3.        | 「TKO テクノ クイーン」(TKO tekno queen)                           |                                 | 石野卓球                        | 7:10  |
| 合計時間: | 合計時間:                                                          | 合計時間:                       | 合計時間:                       | 15:27 |

| #         | タイトル                                                                          | 作詞                                       | 作曲                                       | 時間  |
| --------- | --------------------------------------------------------------------------------- | ------------------------------------------ | ------------------------------------------ | ----- |
| 1.        | 「チキン・シー」(chicken sea)                                                     | 石野卓球、田中フミヤ                       | 石野卓球、田中フミヤ                       | 2:37  |
| 2.        | 「レアクティオーン」(reaktion)                                                    | 石野卓球                                   | 石野卓球                                   | 6:14  |
| 3.        | 「ハロー! ミスターモンキーマジックオーケストラ」(Hello!Mr.monkey magic orchestra) | 石野卓球、ベン・ジュリス、ベニー・ラックス | 石野卓球、ベン・ジュリス、ベニー・ラックス | 6:35  |
| 合計時間: | 合計時間:                                                                         | 合計時間:                                  | 合計時間:                                  | 15:26 |

### CD
- CDブックレットに記載されたクレジットを参照[16]。また、1, 7, 13, 14曲目はインストゥルメンタルとなっている。

| #         | タイトル                                                                          | 作詞                                       | 作曲                                       | 時間  |
| --------- | --------------------------------------------------------------------------------- | ------------------------------------------ | ------------------------------------------ | ----- |
| 1.        | 「地獄へ堕ちろ電気グルーヴ」(denki groove jigoku)                                 |                                            | 石野卓球                                   | 1:18  |
| 2.        | 「愛のクライネメロディー」(eine kleine melodie)                                   | 石野卓球                                   | 石野卓球                                   | 5:27  |
| 3.        | 「ナッシングス ゴナ チェンジ」(Nothing's Gonna Change)                            | 石野卓球                                   | 石野卓球                                   | 3:42  |
| 4.        | 「フラッシュバック ディスコ」(flashback disco)                                    | 石野卓球、ピエール瀧                       | 石野卓球、ピエール瀧                       | 4:30  |
| 5.        | 「浪曲インベダー」(roukyoku inbeder)                                              | 石野卓球、ピエール瀧、DJ TASAKA            | 石野卓球、ピエール瀧、DJ TASAKA            | 1:31  |
| 6.        | 「チキン・シー」(chicken sea)                                                     | 石野卓球、田中フミヤ                       | 石野卓球、田中フミヤ                       | 2:37  |
| 7.        | 「密林の猛虎打線」(the homerun tiger in a bush)                                   |                                            | 石野卓球、DJ TASAKA                        | 4:30  |
| 8.        | 「インベーダーのテーマ」(themes from the invader)                                 | 石野卓球、ピエール瀧                       | 石野卓球、ピエール瀧                       | 8:41  |
| 9.        | 「スッペスッペインベインベ」(suppe suppe inbe inbe)                               | 石野卓球、ピエール瀧                       | 石野卓球、ピエール瀧                       | 1:59  |
| 10.       | 「フラッシュバックJ-popカウントダウン」(flashback J-pop countdown)                | 石野卓球                                   | 石野卓球                                   | 1:12  |
| 11.       | 「エジソン電」(edisonden)                                                         | 石野卓球、ピエール瀧、DJ TASAKA            | 石野卓球、ピエール瀧、DJ TASAKA            | 7:05  |
| 12.       | 「ジャンボタニシ」(jumbo tanishi)                                                 | 石野卓球、ピエール瀧                       | 石野卓球、ピエール瀧                       | 6:13  |
| 13.       | 「TKO テクノ クイーン」(TKO tekno queen)                                          |                                            | 石野卓球                                   | 7:10  |
| 14.       | 「TXL テクノ クイーン」(TXL tekno queen)                                          |                                            | 石野卓球                                   | 2:29  |
| 15.       | 「レアクティオーン」(reaktion)                                                    | 石野卓球                                   | 石野卓球                                   | 6:14  |
| 16.       | 「ハロー! ミスターモンキーマジックオーケストラ」(Hello!Mr.monkey magic orchestra) | 石野卓球、ベン・ジュリス、ベニー・ラックス | 石野卓球、ベン・ジュリス、ベニー・ラックス | 6:35  |
| 合計時間: | 合計時間:                                                                         | 合計時間:                                  | 合計時間:                                  | 71:13 |

## スタッフ・クレジット
- CDブックレットに記載されたクレジットを参照[17]。

### 電気グルーヴ
- 石野卓球 – ボックス、プロデュース、プロダクション
- ピエール瀧 – ボックス、瀧

### 参加ミュージシャン
- DJ TASAKA – ターンテーブル（5, 7, 8, 11曲目）
- 田中フミヤ – プロデュース（6曲目）
- KAGAMI – プログラム（10曲目）
- 五島良子 – ボーカル（3曲目）
- ヤマダケイコ – ボーカル（3曲目）、ボイス（10曲目）
- 篠原ともえ – ボーカル（2曲目）
- 山本シュウ – ボイス（8曲目）

### 録音スタッフ
- 渡部高士 – レコーディング・エンジニア、コンピュータ・エディット（東京、ベルリン）、ミキシング・エンジニア（1, 3, 4, 9, 11, 12, 13, 14曲目）
- 上原キコウ (Tokyo Homerun Cruise) – レコーディング・エンジニア、コンピュータ・エディット（東京）、ミキシング・エンジニア（2, 3, 5, 6, 8曲目）
- 木島英明 – レコーディング・エンジニア、コンピュータ・エディット（東京、ベルリン）、ミキシング・エンジニア（7, 15, 16曲目）
- Yasman2000 – マスタリング・エンジニア
- T.Millennium Makoto – プロダクション・エンジニア
- Frenchdoll Kobayashi<tantei> (Tokyo Homerun Cruise) – DAWサポート
- 奥田泰次 (Tokyo Homerun Cruise) – テクニカル・ドライバー

### 制作スタッフ
- 白井嘉一郎（キューンレコード） – A&R
- 上野牧子（キューンレコード） – A&R
- 勝野憲一（キューンレコード） – A&R
- 中山道彦（キューンレコード） – A&R
- 道下善之 (Stone Broke Inc.)  – アーティスト・マネージメント
- アンディ・アブソロン (Double A) – アーティスト・マネージメント
- 石井俊雄 (Stone Broke Inc.) – エグゼクティブ・プロデューサー

### 美術スタッフ
- 田中秀幸（フレイムグラフィックス） – アートワーク
- ヤマグチゲン (ATOMIC STUDIO) – アートワーク
- タナカカツキ – アートワーク
- ミズカイケイコ – アートワーク
- ふじしまたえ – アートワーク
- たじままなみ – アートワーク
- さいとうはるみ – アートワーク

### その他スタッフ
| - 安藤裕子 – スペシャル・サンクス - Jiro and Keizo – スペシャル・サンクス - ザ・天久聖一 – スペシャル・サンクス - Uyaman – スペシャル・サンクス - トビーネイション – スペシャル・サンクス - Maki – スペシャル・サンクス - Misuzu – スペシャル・サンクス - Taro（とれまレコード） – スペシャル・サンクス - Tomoko – スペシャル・サンクス - KenGo and Dai and Frognation – スペシャル・サンクス - 今利光 – スペシャル・サンクス - 田中秀幸 – スペシャル・サンクス - Sheena – スペシャル・サンクス - Ozaki – スペシャル・サンクス - Itocyu – スペシャル・サンクス - Keita – スペシャル・サンクス - Katsuyoshi (Massive Record) – スペシャル・サンクス - Ryoma – スペシャル・サンクス - Shimizu-san – スペシャル・サンクス - すずきこうすけ – スペシャル・サンクス - Kamimura-san – スペシャル・サンクス - 飯野賢治 – スペシャル・サンクス - カーリー（中京テレビ放送） – スペシャル・サンクス - いとうあき – スペシャル・サンクス - 田嶋リサ – スペシャル・サンクス - Ohfusa-san – スペシャル・サンクス - Yoko – スペシャル・サンクス - まりん – スペシャル・サンクス - Hero EC – スペシャル・サンクス - All@Sign – スペシャル・サンクス - 伴野由里子 – スペシャル・サンクス - 山口三平 – スペシャル・サンクス - ささきのぶひろ（テイクイットエージェンシー） – スペシャル・サンクス - 都丸雅明（アミューズ） – スペシャル・サンクス - 石橋けい – スペシャル・サンクス - チャイルドマシーン – スペシャル・サンクス - 安部良一 – スペシャル・サンクス - Buchi-kun – スペシャル・サンクス - DJ Humburger (forever) – スペシャル・サンクス - Murata-kun – スペシャル・サンクス - アントンいとう – スペシャル・サンクス - 尾谷直子 – スペシャル・サンクス - ウエストバム – スペシャル・サンクス | - All@Lowsprit – スペシャル・サンクス - Mijk and Katy – スペシャル・サンクス - フランク・ミュラー – スペシャル・サンクス - ヒリー – スペシャル・サンクス - アンドレアス – スペシャル・サンクス - Alex – スペシャル・サンクス - アティアス – スペシャル・サンクス - マーク・リーダー – スペシャル・サンクス - All@MFS – スペシャル・サンクス - Makoto – スペシャル・サンクス - トーマス・シュナイダー – スペシャル・サンクス - RaveLine – スペシャル・サンクス - Tabibito – スペシャル・サンクス - Eric and Tom (Outsoon Magazine) – スペシャル・サンクス - Bob@Exceptional Records – スペシャル・サンクス - トーマス・フォーリー@React – スペシャル・サンクス - テクネイジア – スペシャル・サンクス - Music colony hongkong – スペシャル・サンクス - All the Sony Music staff around the world – スペシャル・サンクス - Yamane-san@LIQUIDROOM – スペシャル・サンクス - Ogawa-san@プレシャスホール – スペシャル・サンクス - Kanno-san@沖縄Bump – スペシャル・サンクス - 星川慶子（CISCOテクノ） – スペシャル・サンクス - technique – スペシャル・サンクス - Kimizuka-san@Sunmuse – スペシャル・サンクス - ファイブ・ジー – スペシャル・サンクス - パコ – スペシャル・サンクス - Takashi Sasaki@Juliya – スペシャル・サンクス - Zuntana – スペシャル・サンクス - テレビブロス – スペシャル・サンクス - ROCKIN'ON JAPAN – スペシャル・サンクス - Cutie – スペシャル・サンクス - スペースシャワーTV – スペシャル・サンクス - AZ-BEAT (J-WAVE) – スペシャル・サンクス - Ao – スペシャル・サンクス - なかむらみほこ – スペシャル・サンクス - Ohnishi-san – スペシャル・サンクス - やまもとようこ – スペシャル・サンクス - All@Stone Broke – スペシャル・サンクス - Mick-san – スペシャル・サンクス - All@WIRE – スペシャル・サンクス - All@キューンレコード – スペシャル・サンクス |

## チャート
| チャート         | 最高順位 | 登場週数 | 売上数 | 出典  |
| ---------------- | -------- | -------- | ------ | ----- |
| 日本（オリコン） | 5位      | 6回      | -      | [ 3 ] |

## リリース日一覧
| No. | 地域       | リリース日    | レーベル                       | 規格         | カタログ番号 | 備考                         | 出典          |
| --- | ---------- | ------------- | ------------------------------ | ------------ | ------------ | ---------------------------- | ------------- |
| 1   | 日本       | 2000年1月29日 | キューンレコード               | 2枚組LP      | SYUM 0145〜6 |                              | [ 11 ]        |
| 2   | 日本       | 2000年2月2日  | キューンレコード               | CD           | KSC2 324     | 初回限定のみ二面紙ジャケット | [ 10 ] [ 18 ] |
| 3   | ヨーロッパ | 2000年        | エピック・レコード             | CD           | EPC 498330 2 |                              |               |
| 4   | 日本       | 2012年11月7日 | ソニー・ミュージックレーベルズ | AAC-LC       | -            | デジタル・ダウンロード       | [ 19 ]        |
| 5   | 日本       | 2012年11月7日 | ソニー・ミュージックレーベルズ | ロスレスFLAC | -            | デジタル・ダウンロード       | [ 20 ]        |